# Biblioteca Tintal (estación)
La estación sencilla Biblioteca Tintal hace parte del sistema de transporte masivo de Bogotá llamado TransMilenio, el cual fue inaugurado en el año 2000.

## Ubicación
La estación está ubicada en el sector suroccidental de la ciudad, más específicamente sobre la Avenida Ciudad de Cali entre calles 2 y 26 Sur. Se accede a ella a través de un cruce semaforizado ubicado sobre las calles 2 y 26 sur.
Atiende la demanda de los barrios Patio Bonito, María Paz y sus alrededores.
En las cercanías están la Biblioteca Pública El Tintal, el Centro Comercial Tintal Plaza y la Institución Educativa Distrital Patio Bonito.

## Origen del nombre
La estación recibió su nombre de la Biblioteca El Tintal, ubicada 650 metros al norte. Ocupa una antigua planta de tratamiento de basuras que fue abandonada y rehabilitada como biblioteca en 2002.

## Historia
En mayo de 2004, se puso en funcionamiento la extensión de la troncal de la Avenida de Las Américas por la Avenida Ciudad de Cali, incluyendo esta estación.
Durante el Paro nacional de 2019, la estación sufrió diversos ataques que afectaron de forma considerable las puertas de vidrio y demás infraestructura de la estación, razón por la cual no estuvo operativa por algunos días luego de lo ocurrido.

### Cierre de la estación de 2021
Durante el Paro nacional de 2021, la estación sufrió diversos ataques que afectaron de forma considerable las puertas de vidrio y demás infraestructura de la estación, razón por la cual se suspendió su operación.
La estación volvió a ponerse en funcionamiento el 13 de mayo de 2022 después de dos meses de reconstrucción pero está siendo adecuada como parte de la adecuación de la Avenida Ciudad de Cali al sistema TransMilenio con mejores especificaciones técnicas.

## Servicios de la estación

### Servicios troncales
| Tipo                                            | Rutas al Norte | Rutas al Oriente | Rutas al Occidente |
| ----------------------------------------------- | -------------- | ---------------- | ------------------ |
| Ruta fácil                                      |                | 5                | 5                  |
| Expresos todos los días todo el día             |                | J23              | F23                |
| Expresos lunes a sábado todo el día             | B28            | M51              | F28 F51            |
| Expresos lunes a sábado hora pico de la mañana  | B26            |                  |                    |
| Expresos lunes a sábado hora pico de la tarde   |                |                  | F26                |
| Expresos lunes a viernes hora pico de la mañana | A61            |                  |                    |
| Expresos lunes a viernes hora pico de la tarde  |                |                  | F61                |

### Esquema
| ← Sur        |         |           |         |
| Calle 26 Sur | 5F28F61 | F23F26F51 | Calle 2 |
|              | Vagón 1 | Vagón 2   |         |
| Calle 26 Sur | 5B26B28 | A61J23M51 | Calle 2 |
| Norte →      |         |           |         |

### Servicios urbanos
Así mismo funcionan las siguientes rutas urbanas del SITP en los costados externos a la estación, circulando por los carriles de tráfico mixto sobre la Avenida Ciudad de Cali, con posibilidad de trasbordo usando la tarjeta TuLlave:
| Código | Sector             | Dirección                  | Rutas                                                                    |
| ------ | ------------------ | -------------------------- | ------------------------------------------------------------------------ |
| 160A08 | F Br. María Paz    | Av. C. de Cali - CL 1A Sur | A518A532B918F402F615H408H718K318L416L533 7 39 111 593 787A 953 C201 T30B |
| 160B08 | F Br. María Paz    | Av. C. de Cali - CL 1 Sur  | A410C147C157C401C509D209L422 94 291 927                                  |
| 030A08 | F Br. Patio Bonito | Av. C. de Cali - CL 26 Sur | F401F410F416F417F718F918G157G532G533H318H615 7 39 291 953 C201 T30B      |
| 030B08 | F Br. Patio Bonito | Av. C. de Cali - CL 26 Sur | F402F408F409F422G147G509G518H209 94 111 593 787A 927                     |

## Ubicación geográfica
| Noroeste: Kennedy        | Norte: Kennedy | Nordeste: K Portal Eldorado - Centro Comercial Nuestro Bogotá |
| Oeste: Kennedy           |                | Este: F Transversal 86                                        |
| Suroeste: F Patio Bonito | Sur: Kennedy   | Sureste: Kennedy                                              |